# Баженов, Анатолий Васильевич
Анато́лий Васи́льевич Баже́нов (4 июня 1920, Дурой, Забайкальская область — 15 октября 1999, Гомель) — участник Великой Отечественной войны, помощник командира взвода пешей разведки 270-го гвардейского стрелкового полка 89-й гвардейской стрелковой дивизии 37-й армии Степного фронта, гвардии сержант. Герой Советского Союза (20.12.1943), гвардии старший сержант запаса с 1945 года.

## Биография
Родился 4 июня 1920 года в казачьем селе Дурой, Нерчинско-Заводского уезда Забайкальской области (ныне — Приаргунского района Забайкальского края), в семье потомственного казака. Русский. Окончил начальную школу, работал комбайнёром.
В Красной армии с 1942 года. В боях Великой Отечественной войны с 1942 года. Член ВКП(б) с 1944 года.
Помощник командира взвода пешей разведки 270-го гвардейского стрелкового полка (89-я гвардейская стрелковая дивизия, 37-я армия, Степной фронт) гвардии сержант Анатолий Баженов 28 сентября 1943 года с группой пеших разведчиков под сильным неприятельским огнём одним из первых форсировал реку Днепр в районе села Келеберда Кременчугского района Полтавской области Украины.
Заняв плацдарм на правом берегу Днепра, разведывательная группа в течение двух суток отразила шесть контратак превосходящих сил противника, и вышла победительницей.
Указом Президиума Верховного Совета СССР от 20 декабря 1943 года за образцовое выполнение боевых заданий командования на фронте борьбы с немецкими захватчиками и проявленные при этом мужество и геройство гвардии сержанту Баженову Анатолию Васильевичу присвоено звание Героя Советского Союза с вручением ордена Ленина и медали «Золотая Звезда» (№ 1455).
После войны гвардии старший сержант Баженов А. В. демобилизован. Жил в деревне Пиревичи Жлобинского района Гомельской области Белоруссии. До ухода на пенсию работал в совхозе. Последние годы жил в городе Гомеле. Скончался 15 октября 1999 года.

## Награды
- Медаль «Золотая Звезда» Героя Советского Союза (№ 1455)
- Орден Ленина
- Два ордена Отечественной войны I степени
- Орден Отечественной войны II степени
- Медали, в том числе:
  - Медаль «За победу над Германией в Великой Отечественной войне 1941—1945 гг.»
  - Юбилейная медаль «Двадцать лет Победы в Великой Отечественной войне 1941—1945 гг.»
  - Юбилейная медаль «Тридцать лет Победы в Великой Отечественной войне 1941—1945 гг.»
  - Юбилейная медаль «Сорок лет Победы в Великой Отечественной войне 1941—1945 гг.»
- 15 апреля 1999 года Указом Президента Республики Беларусь был награждён Орденом «За службу Родине» III степени[2].

## Память
- Имя А. В. Баженова на Аллее Героев в Жлобине (Гомельская область).
- Стела в честь А. В. Баженова установлена на Аллее Героев в Гомеле (ул. Советская)[3][4].